# Stibara trilineata
Stibara trilineata là một loài bọ cánh cứng trong họ Cerambycidae.